# Mimetus rapax
Mimetus rapax là một loài nhện trong họ Mimetidae.
Loài này thuộc chi Mimetus. Mimetus rapax được Octavius Pickard-Cambridge miêu tả năm 1899.